# Franziskus von Streng
Franziskus von Streng (Fischingen, 27 febbraio 1884 – Soletta, 7 agosto 1970) è stato un vescovo cattolico e teologo svizzero.

## Biografia
Franziskus von Streng nacque il 27 febbraio 1884 a Fischingen, nel Canton Turgovia, figlio del politico Alfons von Streng, deputato del Grosse Rat des Kantons Thurgau e consigliere nazionale del PPD.
Svolse gli studi presso il collegio gesuita Stella Mattutina a Feldkirch dal 1895 al 1903 e in seguito studiò teologia a Innsbruck. Completati gli studi, si laureò a Lucerna nel 1908.
Fu ordinato presbitero il 12 luglio 1908 dal vescovo Jakob Stammler.
Dopo l'ordinazione sacerdotale, fu nominato vicario parrocchiale della chiesa della Trinità (oggi basilica) a Berna fino al 1919 e parroco della chiesa di Santa Chiara a Basilea fino alla sua nomina episcopale.
Il 17 novembre 1936 fu selezionato come possibile vescovo di Basilea e Lugano. Papa Pio XI confermò la scelta nominandolo ufficialmente il 30 novembre successivo. Ricevette l'ordinazione episcopale il 24 gennaio 1937 per imposizione delle mani dell'arcivescovo Filippo Bernardini.
Durante gli anni del suo ministero, ebbe particolare cura e attenzione per la formazione dei laici e alle problematiche della gioventù e durante la Seconda guerra mondiale sostenne attivamente l'accoglienza dei perseguitati che cercavano rifugio e protezione in Svizzera. Fu anche un prolifico scrittore, autore di numerosi testi incentrati sul matrimonio e sulla famiglia.
Alla fine della Seconda guerra mondiale, in segno di ringraziamento a Dio per la salvezza della Svizzera, donò a papa Pio XII le nuove valve bronzee della porta santa della basilica di San Pietro.
Fu padre conciliare durante il Concilio Vaticano II, partecipando a tutte le quattro sessioni.
Resse la diocesi per 31 anni, ritirandosi il 3 novembre 1967: contestualmente gli venne assegnata la sede titolare di Obbi. Morì a Soletta il 7 agosto 1970, all'età di 86 anni.

## Genealogia episcopale e successione apostolica
La genealogia episcopale è:
- Cardinale Scipione Rebiba
- Cardinale Giulio Antonio Santori
- Cardinale Girolamo Bernerio, O.P.
- Arcivescovo Galeazzo Sanvitale
- Cardinale Ludovico Ludovisi
- Cardinale Luigi Caetani
- Cardinale Ulderico Carpegna
- Cardinale Paluzzo Paluzzi Altieri degli Albertoni
- Papa Benedetto XIII
- Papa Benedetto XIV
- Papa Clemente XIII
- Cardinale Marcantonio Colonna
- Cardinale Giacinto Sigismondo Gerdil, B.
- Cardinale Giulio Maria della Somaglia
- Cardinale Carlo Odescalchi, S.I.
- Cardinale Costantino Patrizi Naro
- Cardinale Serafino Vannutelli
- Cardinale Domenico Serafini, Cong.Subl. O.S.B.
- Cardinale Pietro Fumasoni Biondi
- Arcivescovo Filippo Bernardini
- Vescovo Franziskus von Streng

La successione apostolica è:
- Vescovo Eugène Maillat, M.Afr. (1959)
- Vescovo Joseph Zimmermann, M.S.F. (1960)
- Arcivescovo Bruno Bernard Heim (1961)
- Vescovo Anton Hänggi (1968)